# Colette Nelson
Colette Nelson (ur. 5 kwietnia 1974 r. w Southfield w stanie Michigan) – amerykańska profesjonalna kulturystka, aktorka.

## Życiorys
Wychowała się w Royal Oak. Studiowała dietetykę oraz taniec na Uniwersytecie Stanu Michigan. Treningi siłowe rozpoczęła w wieku dziewiętnastu lat. Kilka lat później zaczęła występować na zawodach kulturystycznych. W 1999 roku zwyciężyła w zawodach Ultimate Bodybuilding Championships, startując w wadze średniej. Rok później wywalczyła złote medale na Mistrzostwach Północno-Wschodnich Stanów Zjednoczonych w kulturystyce (w kategorii wagowej ciężkiej oraz ogólnej). W 2001 zajęła pierwsze miejsce na podium w Mistrzostwach USA, organizowanych przez federację NPC (w kategorii ciężkiej). Ten sam wyczyn powtórzyła w kolejnym roku.
W przeszłości była związana z kulturystą i mistrzem karate Bryanem Pazdzierzem.

## Wybrane osiągnięcia w kulturystyce
- 1999: Ultimate Bodybuilding Championships, waga średnia − I m-ce
- 2000: Northeastern Bodybuilding Championships, waga ciężka − I m-ce
- 2000: Northeastern Bodybuilding Championships, kategoria ogólna − I m-ce
- 2001: NPC USA Bodybuilding Championships, waga ciężka − I m-ce
- 2001: North American Bodybuilding Championships, waga ciężka − II m-ce
- 2001: NPC Nationals Bodybuilding Championships, waga ciężka − III m-ce
- 2002: NPC USA Bodybuilding Championships, waga ciężka − I m-ce
- 2003: NPC USA Bodybuilding Championships, waga ciężka − II m-ce
- 2004: North American Bodybuilding Championships − IFBB, kategoria lekkociężka − I m-ce
- 2004: North American Bodybuilding Championships − IFBB, kategoria ogólna − I m-ce
- 2006: Europa Supershow − IFBB − III m-ce[4]

## Filmografia
- 2002: Cleavage jako ona sama[5]
- 2003: Too Buff to Get a Date[6]
- 2005: Order of the Serpentine jako Imka[6]
- 2006: Exposing the Order of the Serpentine jako Imka[5]
- 2008: Flex in the City jako ona sama[6]
- 2008: The McCain Girl jako She-Hulk[6]
- 2008: Why Women Love Muscle[6]
- 2011: CollegeHumor Originals jako matka należąca do NRA[5]